# Alte Elsterbrücke
Die Alte Elsterbrücke in Plauen ist nach der Burgbrücke  in Meißen von 1221/28 die zweitälteste erhaltene Steinbogenbrücke Sachsens und eine der ältesten Mitteleuropas. Sie wurde 1244 erstmals als „Pons lapideus“ (Steinbrücke) urkundlich erwähnt.

## Lage
Die Brücke befindet sich im Zentrum der Stadt. Sie überspannt die Weiße Elster und den Mühlgraben. Kurz vor der Brücke münden sowohl die Syra als auch der Milmesbach in die Elster. Der Mühlgraben mündet etwa 250 Meter unterhalb der Brücke in die Elster.

## Geschichte

### Brücke
Die Brücke wurde an einer Stelle gebaut, an der sich zwei alte Handelswege aus Süden trafen, um dann weiter nach Thüringen und Richtung Böhmen zu führen. Die alte Elsterbrücke gehörte zur Stadtbefestigung der Stadt Plauen. Durch zwei auf den Brückenköpfen errichtete Wehrtürme konnte die Brücke verteidigt werden. Wie die Türme und die hohen Wangenmauern genau beschaffen waren, ist nicht überliefert. Es ist jedoch sicher, dass die Tordurchgänge in den beiden Türmen nicht fest unterwölbt waren, solange die Türme bestanden. Anstelle der festen Steingewölbe muss ein Holzbohlenbelag vorhanden gewesen sein, der wegnehmbar oder aufziehbar gestaltet gewesen sein muss, um die Durchgänge im Gefahrenfall leicht unpassierbar zu machen. Die hohen Wangenmauern hatten senkrechte Schießscharten, da sie gleichzeitig als Wehrmauern dienten. Es ist bislang auch unbekannt, wie die Gründung der fünf Brückenpfeiler zu Beginn des 13. Jahrhunderts bewerkstelligt wurde, und ob eine Flächengründung mit steinernem Packlager erfolgte, oder ob Pfahlroste verwendet wurden.
Im Jahre 1817 wurde von Kreishauptmann von der Planitz vorgeschlagen, den äußeren Brückenturm und die hohen Brückenmauern abzutragen und die Torschreiberwohnung in den inneren Turm zu verlegen. Dies wurde umgesetzt und die Brückenöffnung am ersten südlichen Pfeiler wurde überwölbt. Nach einem Vorschlag der Regierung aus dem Jahr 1840 wurden auch der innere Brückenturm abgebrochen, Fußwege angelegt und Eisengeländer statt der alten Brüstungsmauern angebracht. Diese Arbeiten waren 1844 abgeschlossen. Die kursächsische Distanzsäule, die zwischen 1725 und 1732 unter Leitung des Vogtländers Adam Friedrich Zürner dort errichtet worden war, aber ab 1840 keine Funktion mehr hatte, wurde dabei ebenfalls entfernt.
Die Brücke wurde mit einem Stahlüberbau verbreitert und 1880 als König-Albert-Brücke neu eingeweiht. Am 15. November 1894 wurde die Straßenbahn in Betrieb genommen, die dann zunächst eingleisig, ab dem 28. November 1903 schließlich zweigleisig über die Alte Elsterbrücke fuhr.
Ein Bombentreffer kurz vor Ende des Zweiten Weltkrieges beschädigte die Südseite der Brücke schwer. Sie konnte jedoch repariert werden und wurde 1945 in „Neustadtbrücke“ und ab 1949 in „Dr.-Wilhelm-Külz-Brücke“ umbenannt. Seit 1991 heißt das Bauwerk „Alte Elsterbrücke“.
Aufgrund des zunehmenden Straßenverkehrs wurde Anfang der 1970er Jahre in unmittelbarer Nähe zur Alten Elsterbrücke eine weitere Brücke errichtet, die Neue Elsterbrücke. Im November 1973 wurde diese für den Straßenbahn- und Kraftfahrzeugverkehr freigegeben. Im Jahr 1984 erfolgte die Sanierung der Alten Elsterbrücke, die anschließend als Fußgängerbrücke wiedereröffnet wurde. 1986 wurde als Hinweis auf die Bedeutung der alten Handelswege eine Nachbildung der kursächsischen Postmeilensäule vor der Brücke, ungefähr an der Stelle der alten Säule aufgestellt, jedoch ohne Inschriften und aus Rochlitzer Porphyr gefertigt. In den Jahren 2006 und 2007 erfolgte eine umfassende Sanierung der Alten Elsterbrücke. Am 3. August 2007 wurde die sanierte Brücke eingeweiht. Bei einem Unfall wurde die Postmeilensäule am 2. Dezember 2010 bis auf das Wappenstück zerstört. Die Säule wurde daraufhin rekonstruiert, wobei zum einen die Inschriften hinzugefügt wurden und zum anderen die Jahreszahl korrigiert wurde. Zum Tag des offenen Denkmals am 11. September 2011 wurde die rekonstruierte Säule übergeben und am 19. Oktober 2011 wieder aufgestellt.

### Umgebung
Am 26. Januar 1332 wurde das Hospital St. Elisabeth auf dem Werder direkt neben der Brücke von Vogt Heinrich dem Älteren gegründet. Es wurde den Brüdern des Deutschen Hauses übergeben, die verpflichtet wurden täglich eine Messe vor Ort zu lesen. Das Gebäude war ein zweistöckiger Rechteckbau mit Satteldach und den Außenmaßen von 13 mal 22 Metern. Es war so errichtet worden, dass es mit der Schmalseite den zweiten Brückenbogen an der Ostseite der Brücke komplett abschloss. Die Haupträume im Obergeschoss konnten direkt von der Brücke betreten werden. Während des Hussitenkrieges wurde das Spital im Jahr 1430 zerstört und die Stadt gab 600 Gulden zum Wiederaufbau. Durch den großen Stadtbrand im Jahr 1548, bei dem ein großer Teil Plauens zerstört wurde, wurde auch das Hospital ein Opfer der Flammen. Beim Wiederaufbau erhielt das Hospital einen Renaissancegiebel. 
Zwischen 1767 und 1836 diente das Gebäude als Waisenhaus um anschließend wieder als Krankenhaus genutzt zu werden. 1861 ging das Hospital in Privatbesitz über und wurde von einer Kolonialwarengroßhandlung und einer Sauerkrautfabrik genutzt. 1945 wurde das Gebäude bei einem Bombenangriff schwer beschädigt und 1949 erfolgte die endgültige Abtragung der Reste.
In unmittelbarer Nähe des unteren Brückentores stand westlich der Brücke die Untere Mühle oder Kreuzermühle. Sie muss mindestens so alt wie die Johanniskirche gewesen sein, da in der Weiheurkunde der Kirche auch die Mühle erwähnt wird. Von 1224 bis 1244 gehörte sie je zur Hälfte den Vögten von Plauen und dem Deutschen Orden. Mit einer Urkunde aus diesem Jahr ging sie dann vollständig in den Besitz des Ordens über, der auch das Hospital in der Nähe betrieb. Der Name „Kreuzermühle“ geht ebenfalls auf den Deutschen Orden zurück, da die Mitglieder des Ordens, die die Mühle betrieben, an ihren weißen Mänteln mit einem schwarzen Kreuz zu erkennen waren. Die Mühle ist mehrmals abgebrannt und wieder aufgebaut worden. Im Jahr 1940 wurde sie schließlich abgetragen.
Direkt neben der Brücke befanden sich außerdem die Münze der Vögte, die 1244 erstmals urkundlich erwähnt wurde und 1945 zerstört wurde und die „Alte Wache“.

## Konstruktion

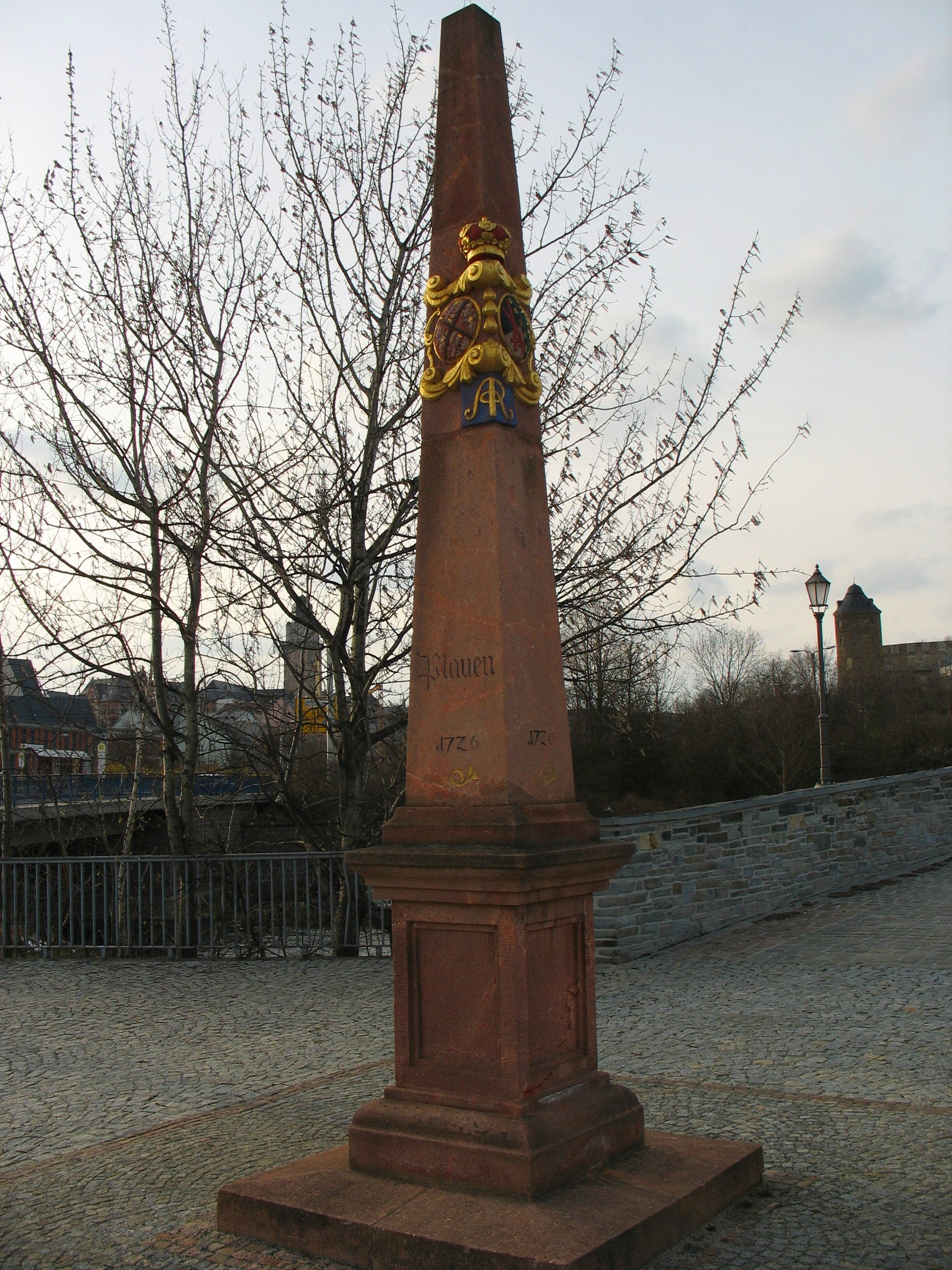
Nachbildung einer Postmeilensäule vor der Alten Elsterbrücke

In einer Länge von 75 Metern und einer Breite von 7,25 Metern überspannt die Alte Elsterbrücke auf der südlichen Seite mit drei Öffnungen die Weiße Elster und am nördlichen Ende mit einer Öffnung den Mühlgraben. Die zwei dazwischen liegenden Bögen überbrücken den Werder. Die Brückenlinie ist flach gekurvt, steigt vom Südufer langsam bis zu einer Höhe von 5,50 Metern an und fällt dann zur Nordseite wieder etwas ab. Die sechs Kreissegmentbögen aus plattig brechendem Tonschiefer der Region mit lichten Weiten von 7,0 bis 9,0 Metern werden von fünf, 3,0 bis 4,5 Meter breiten Pfeilern aus Granitquadermauerwerk getragen, die bei der Instandsetzung teilweise mit Stahlbeton verstärkt und anschließend mit Theumaer Fruchtschiefer verkleidet wurden. Die Scheitelhöhe der vier mittleren Bögen beträgt 4,0 bis 4,50 Meter. Die Bögen weisen im Scheitel eine Dicke von rund 70 Zentimetern auf. Der Brückenbelag der 6,15 Meter breiten Fahrbahn besteht aus Großpflaster, welches an den Enden durch eine rot abgesetzte Pflasterung auf die alte Bebauung mit Zoll- bzw. Wachtürmen hinweist. Die bei der Sanierung auf einen Meter erhöhten Natursteinbrüstungen wurden mit 8 Zentimeter dicken Platten aus Theumaer Fruchtschiefer abgedeckt. Auf den Brüstungsmauern sind 14 Straßenleuchten montiert.